# Cemento (anatomia)

1.Dente 2.Smalto 3.Dentina 4.Polpa dentaria 7.Cemento 8. Corona

In anatomia il cemento è un tessuto del parodonto che si ritrova esclusivamente nelle radici degli elementi dentali. Come gli altri tessuti parodontali, origina dalle cellule mesenchimali del sacco dentario e partecipa alla funzione di sostenere il dente nell'alveolo. 
Esso riveste la superficie radicolare dei denti, a cui permette l'attacco delle fibre del legamento periodontale; consente così la connessione fra dente e pareti dell'alveolo dentario e quindi assicura la stabilità del dente.
È costituito da tessuto connettivo calcificato (12% acqua, 23% materiale organico, 65% cristalli di idrossiapatite). È avascolare e dipende metabolicamente dalla sostanze nutritive che diffondono dal legamento periodontale.
Si possono riscontrare tre tipi di questo tessuto:
1. il cemento acellulare: formatosi per primo durante la dentogenesi, esso è depositato attorno alla dentina a rivestire la superficie radicolare;
2. il cemento cellulare: ricopre il cemento acellulare nel terzo apicale del dente ed è caratterizzato dalla presenza di cementoblasti che si interpongono ai fasci del legamento parodontale (Fibre di Sharpey) nella superficie radicolare. Producono cemento durante tutta la vita, alternando fasi di attività e di riposo, compensando quindi la graduale riduzione della dimensione verticale del dente dovuta al consumo dello smalto. Quando, durante la produzione di cemento, rimangono intrappolati in lacune, si trasformano in cementociti, che dipendono dal legamento parodontale per il proprio nutrimento. Durante la crescita dello strato cementizio, le lacune si allontanano e i cementociti muoiono, lasciando nel cemento numerose lacune vuote.
3. il cemento afibrillare: contiene collagene non fibrillare e riveste lo smalto cervicale.

Il materiale organico è costituito da fibre di collagene intrappolate nel cemento.
Normalmente questo tessuto non va incontro a riassorbimento, bensì continua ad aumentare per tutta la vita mediante deposizione; si può verificare riassorbimento in risposta a forze eccessive durante il movimento ortodontico o in seguito a lesioni del parodonto. Qualora il cemento non si trovi più immerso nel parodonto ma esposto nel cavo orale, in seguito a retrazione gengivale, è indicato proteggere tale tessuto con l'applicazione di vernici protettive e avendo cura di utilizzare spazzolini delicati in quanto viene facilmente eroso.
Inoltre nei soggetti più anziani tale tessuto può occludere il foro apicale: esso infatti si introflette normalmente per 1 mm in tale foro ma continuando a deporsi durante tutta la vita può in questa sede raggiungere dimensioni tali da produrre ostruzione.